# في قلب الريف (رواية)
في قلب الريف (بالإنجليزية: In the Heart of the Country)‏ هي رواية للكاتب الجنوب أفريقي الحائز على جائزة نوبل جي إم كوتزي، نشرت عام 1977، عن دار نشر هاربر آند رو في الولايات المتحدة وسيكر آند واربرغ في المملكة المتحدة. 